# GPX1
GPX1 (англ. Glutathione peroxidase 1) – білок, який кодується однойменним геном, розташованим у людей на короткому плечі 3-ї хромосоми.  Довжина поліпептидного ланцюга білка становить 203 амінокислот, а молекулярна маса — 22 088.
| 10         |  | 20         |  | 30         |  | 40         |  | 50         |
| ---------- |  | ---------- |  | ---------- |  | ---------- |  | ---------- |
| MCAARLAAAA |  | AAAQSVYAFS |  | ARPLAGGEPV |  | SLGSLRGKVL |  | LIENVASLG  |
| TTVRDYTQMN |  | ELQRRLGPRG |  | LVVLGFPCNQ |  | FGHQENAKNE |  | EILNSLKYVR |
| PGGGFEPNFM |  | LFEKCEVNGA |  | GAHPLFAFLR |  | EALPAPSDDA |  | TALMTDPKLI |
| TWSPVCRNDV |  | AWNFEKFLVG |  | PDGVPLRRYS |  | RRFQTIDIEP |  | DIEALLSQGP |
| SCA        |  |            |  |            |  |            |  |            |

A: Аланін

C: Цистеїн

D: Аспарагінова кислота

E: Глутамінова кислота

F: Фенілаланін

G: UГліцин

G: Гліцин

H: Гістидин

I: Ізолейцин

K: Лізин

L: Лейцин

M: Метіонін

N: Аспарагін

P: Пролін

Q: Глутамін

R: Аргінін

S: Серин

T: Треонін

V: Валін

W: Триптофан

Кодований геном білок за функціями належить до оксидоредуктаз, пероксидаз, фосфопротеїнів. 
Задіяний у таких біологічних процесах як поліморфізм, ацетиляція, альтернативний сплайсинг. 
Локалізований у цитоплазмі.